# En nästan vanlig man
En nästan vanlig man är den första boken om psykopaten Christopher Silfverbielke av Dan Buthler och Dag Öhrlund. Boken är även den andra delen i serien om poliskommissarien Jacob Colt. Det har även kommit åtta uppföljare, Grannen (2010), Återvändaren (2012), Uppgörelsen (2013), Erövraren (2014), Hämnaren (2015), Motvind (2016), Uppståndelsen (2017) samt Kejsaren (2018).

## Handling
Boken handlar om vännerna Christopher Silfverbielke, Hans Ecker och Johannes Kruut. Alla jobbar inom Stockholms finanskrets. Men Christopher som är uttråkad börjar dra in sina vänner i utmaningar som går ut på att begå brott. Fallet hamnar på Colts bord. Boken handlar om den katt och råtta-lek som Christopher leker med polisen.